# فلوريس كوهن
فلوريس كوهن (بالهولندية: Floris Cohen)‏ هو أستاذ جامعي ومؤرخ هولندي، ولد في 1 يوليو 1946 في هارلم في هولندا.

## وصلات خارجية
- الموقع الرسمي